# 皿 (津山市)
皿（さら）は岡山県津山市にある地名。佐良山地区に属する地名で、旧佐良山村に属する。郵便番号は708-0873。

## 概況
国道53号やJR津山線が並んで南北に走り、西側は平地の住宅地で公的施設が建つ。東側は神南備山麓の台地を造成した戸建て団地や田園となっている。佐良山地区のほぼ真ん中にあたり、小学校、幼稚園、郵便局、診療所など佐良山地区の中心施設が集中する。また、津山老人福祉センターも建っている。

## 地理
皿川の東に位置する。

### 河川
- 皿川

## 歴史

### 沿革
- 1889年6月1日 - 町村制施行に伴い、久米南条郡皿村が同郡一方村、井口村、大谷村、北村、高尾村、中島村、平福村、福田村と合併し、佐良山村となる。皿村は大字皿となる。
- 1900年4月1日 - 久米南条郡が久米北条郡と合併し、久米郡となる。
- 1901年4月1日 - 佐良山村大字大谷が福岡村へ編入される。
- 1941年2月11日 -久米郡佐良山村が苫田郡東苫田村とともに津山市へ編入される。

### 地名の由来
皿寺廃寺から（現在は整地され跡形もないが、整地される前には建物跡地に大量の割れた皿があった）。史跡として、皿寺廃寺跡近くの皿寺古墳群、津山藩煙硝蔵跡、笹山城跡がある。

## 世帯数と人口
2021年（令和3年）1月1日現在の世帯数と人口は以下の通りである。
| 町丁 | 世帯数  | 人口  |
| ---- | ------- | ----- |
| 皿   | 197世帯 | 469人 |

## 小・中学校の学区
市立小・中学校に通う場合、学区は以下の通りとなる。
| 番地 | 小学校               | 中学校               |
| ---- | -------------------- | -------------------- |
| 全域 | 津山市立佐良山小学校 | 津山市立津山西中学校 |

## 交通

### 鉄道
- JR西日本津山線

### 道路
- 国道53号
- 岡山県道449号押淵皿線

## 施設
- 津山市立佐良山小学校
- 佐良山幼稚園
- 津山老人福祉センター
- 佐良山診療所
- 津山皿簡易郵便局